# Ai Kurosawa
Ai Kurosawa (黒沢愛,, Kurosawa Ai, nasceu em 24 de Dezembro de 1982) é uma modelo japonesa e atriz pornô.

## Biografia
Ai Kurosawa nasceu em Shiga em 24 de dezembro de 1982. Durante o ensino médio ela era do time de volei e seus hooby é colecionar objetos da Hello Kitty. Kurosawa não começou sua vida sexual cedo 
| “ | "Eu me ocupava muito com o voleiball durante o colégio, eu não tinha tempo para garotos" | ” |

Kurosawa depois de ter saido do colégio ela trabalhou em vários lugares, como, garçonete em lanchonetes e sushi bar. Ela teve seu primeiro contato com esses filmes por influência da coleção de filmes e revistas de seu pai. explica ela "Eu penso de como essas garotas são lindas, eu também quero fotos minhas iguais a aquelas."
Sua estreia foi em 27 de abril de 2001, com o filme Scene of Love da empresa AliceJAPAN ela rápidamente conseguiu ser uma das atrizes da indústria pornográfica mais populares no Japão. No mesmo ano ela começa a trabalhar como dançarina de striptease.
Em janeiro de 2006 ela se retira da indústria pornográfica japonesa, mas continua a trabalhar como dançarina de striptease.
Em agosto de 2007, com o filme goddess of revival, Ai retorna ao mundo dos filmes adultos japoneses.

## Filmografia

### 2001
- Scene of Love (27 de abril de 2001, AliceJAPAN)
- Let's make love (25 de maio de 2001, AliceJAPAN)
- Ballon Breasts (26 de junho de 2001, AliceJAPAN)
- Costume Play Doll (24 de agosto de 2001, AliceJAPAN)
- Big Busty Bomb (7 de outubro de 2001, 宇宙企画)
- Chi Chi-Mix (24 de novembro de 2001, 宇宙企画) estrelando: Kurumi Hoshino

### 2002
- Costume Play Maniana 2 (15 de janeiro de 2002) Estrelando: Makoto Shinohara
- Black Love (31 de janeiro de 2002, VIP)
- Animation Costume Play (22 de março de 2003)
- The Contrary Soap Heaven (22 de março de 2002, Babylon)
- Y-Setsu Model (21 de junho de 2002, AliceJAPAN)
- COSMOS DX 120 MINUTE SPECIAL 10 (29 de junho de 2002, Cosmo) Estrelando: Mai Sato, Jun Nada, Megumi Osawa, Miyuki Ogawa, Hina Uemura, Yui Asagiri, Moe Nishimura, Miku Hayasaka
- Cosmos2002 DX (30 de junho de 2002, Cosmo) Estrelando: Hina Uemura, Mai Sato, Jun Nada, Megumi Osawa, Yui Asagiri, Moe Nishimura, Miyuki Ogawa, Miku Hayasaka
- Wedding Eros (30 de agosto de 2002, AliceJAPAN)
- M.V.P. Vol.3 (30 de agosto de 2002, VIP) Estrelando: Ami Ayukawa, Shinobu Rei, Nana Kawashima, Eri Imai, Reimi Kanou
- Abnormal Desire (17 de outubro de 2002, Venus)
- 潮吹きFUCK G-7 (14 de novembro de 2002)
- Big Breasts 240 Minutes (20 de dezembro de 2002) Estrelando: Rio Sannomiya, Kyoko Ayana, Mai Sato, Maho Tamura, Kanon Yuki, Yoshimi Fubuki, Koharu Terajima, Kazuha Mizumori, Miho Fuakada, e outras modelos
- The South Pole 2nd (20 de dezembro de 2002, KUKI)
- STARS!! (20 de dezembro de 2002, TANK)

### 2003
- New Tank Angels 12 (21 de janeiro de 2003, TANK) Estrelando: Amu Masaki, Azusa Kyono, Asuka Sawaguchi, Kotomi Hiiragi, Mami Kobato, Sakurako Kaoru, Mari Sai, and 6 other actresses
- VIP GOLD DISC (21 de fevereiro de 2003) Estrelando: Shiina Maki, Hirose Manatsu, Miyu Azuki, Kokoro Amano, Eri Imai, Airi Niiyama, Aya Otosaki, Maria Yumeno, Rika Uehara
- Sexy Pearl (24 de fevereiro de 2003, ATLAS)
- COS-PARA (24 de março de 2003, ATLAS)
- Sacrifice (18 de abril de 2003, VIP)
- Ai Kurosawa's Sex Training (25 de abril de 2003, VIP)
- FREAK (16 de maio de 2003, ATLAS)
- Ai Kurosawa's Hypnotic Fuck (20 de junho de 2003, Mid and Media)
- Rare clip (20 de junho de 2003, VIP) Estrelando: Asuka Oozora, Sakurako Kaoru, Shiho Akiyoshi
- Pure (5 de julho de 2003, Soft on Demand)
- Breast Mugyu (5 de agosto de 2003, Soft on Demand)
- Women On Top (19 de agosto de 2003, ATLAS) Estrelando:Asuka Ozora, Azusa Kyono, Yuki Minami, Maria Hirai, Ayami Sakurai, Juri Takahara, Sumire Nagisa, 10 others
- Super High Class Sex Experience of Teaching Techniques (5 de setembro de 2003, Soft on Demand)
- The Contrary Soap Heaven Special 7 (12 de setembro de 2003)
- Lesbian Politicians (19 de setembro de 2003, Babylon) Estrelando: Kyoko Aizome, Hitomi Shimizu, Mariko Kawana
- My Yearning Office Lady (4 de outubro de 2003, Soft on Demand)
- Ai Kurosawa The Rape (6 de novembro de 2003, Soft on Demand)
- Erotic Breasts Girls (15 de novembro de 2003, ATLAS) Estrelando: Ayami Sakurai, Juri Matsuzaka, Yuki Minami, Arimi Mizusaki, Momoka Hayakawa, Mayu Koizumi
- It's Show Time 1 (4 de dezembro de 2003, Soft on Demand)EStrelando: Mai Haruna, Miyuki Hourai
- It’s Show Time 2 (4 de dezembro de 2003, Soff on Demand)EStrelando: Mai Haruna, Miyuki Hourai

### 2004
- Super High Class Soap Lady (8 de janeiro de 2004, Soft on Demand)
- Ai Will Help You Masturbate (19 de fevereiro de 2004, Soft on Demand)
- 24 Hour Dream Tag Part 1 (3 de abril de 2004, Soft on Demand) Estrelando: Izumi Hasegawa
- 24 Hour Dream Tag Part 2 (3 de abril de 2004, Soft on Demand) Estrelando: Izumi Hasegawa
- The Best of It’s show time (3 de maio de 2004, Soft on Demand) Estrelando: Mai Haruna, Miyuki Hourai
- 元祖デマンドの種 アダルトバラエティ決定版　（3 de maio de 2004、Soft ond Demand) Estrelando: Nana Natsume、坂下麻衣、天使美樹、Ayami Sakurai、田村麻衣、ミュウ、ナンシー、千堂まこと、林葉直子
- W Fan Appreciation Day Over 2 Days (20 de maio de 2004, Soft on Demand)
- W Fan Appreciation Day Over 2 Days (20 de maio de 2004, Soft on Demand) Estrelando: Mai Sakashita
- Digital Mosaic 51 (1 de outubro de 2004, Moodyz)
- Kurosawa My Love (1 de novembro de 2004, Moodyz)
- PURE　SELECT　2 (4 de novembro de 2004, Soft on Demand)
- Ai's Illusion (1 de dezembro de 2004, Moodyz)
- Ai Kurosawa 6 Hour Volume 1 (4 de dezembro de 2004, Soft on Demand)

### 2005
- Big Tits Mama, Relieving Relations Sex (1 de janeiro de 2005, Moodyz)
- Ai Kurosawa 6 Hour Volume 2 (6 de janeiro de 2005, Soft on Demand)
- Dream Woman x Drunk Woman (15 de fevereiro de 2005, Moodyz)
- Double - crossing life of dream (15 de março de 2005、MOODYZ）Estrelando: Asuka Sawaguchi
- Black Man Sex (15 de abril de 2005, Moodyz)
- Office Life with Obscene Busty Secretary (13 de maio de 2005, Moodyz)
- Black Man Sex (1 de junho de 2005, Moodyz)Estrelando: cocolo
- Sperm Viking 3 (1 de julho de 2005, Moodyz)
- Cheerful Lewd Tits Medical Care (1 de agosto de 2005, Moodyz)
- Manco Maniax (1 de setembro de 2005, Moodyz)
- Ai-dol ～愛のMemorial Sex～(1 de outubro de 2005, Moodyz)
- Big Tits Confinement (6 de outubro de 2005, Soft on Demand)
- Hyper Magic Mirror Box Car Special (20 de outubro de 2005, Soft on Demand) Estrelando: Moe Kimijima, Minaki Saotome, Haruka
- Female Teacher - Nakadashi 20 Times Consecutively (21 de dezembro de 2005, Soft on Demand)

### 2006
- Ai Kurosawa's Eroticism Extreme Sugoroku Trip (19 de janeiro de 2006, Soft on Demand)

### 2007
- Goddess of revival (24 de agosto de 2007, Crystal Eizou)
- Welcome to Bakunyu SoapLand (28 de setembro de 2007, Crystal Eizou)
- Fetish Love (20 de outubro de 2007, Crystal Eizou)
- Big Bust Private Teacher (30 de novembro de 2007, Crystal Eizou)
- Private Ai Kurosawa (7 de dezembro de 2007, Crystal Eizou)

### 2008
- Tora-Tora Platinum Vol. 38 (5 de maio de 2008, Tora-Tora)
- Tora-Tora Platinum Vol. 47 (19 de agosto de 2008, Tora-Tora)
- Ai Fetish (22 de outubro de 2008, One Piece)
- Lovers (30 de outubro de 2008, Pink Puncher)